# Bande dessinée argentine

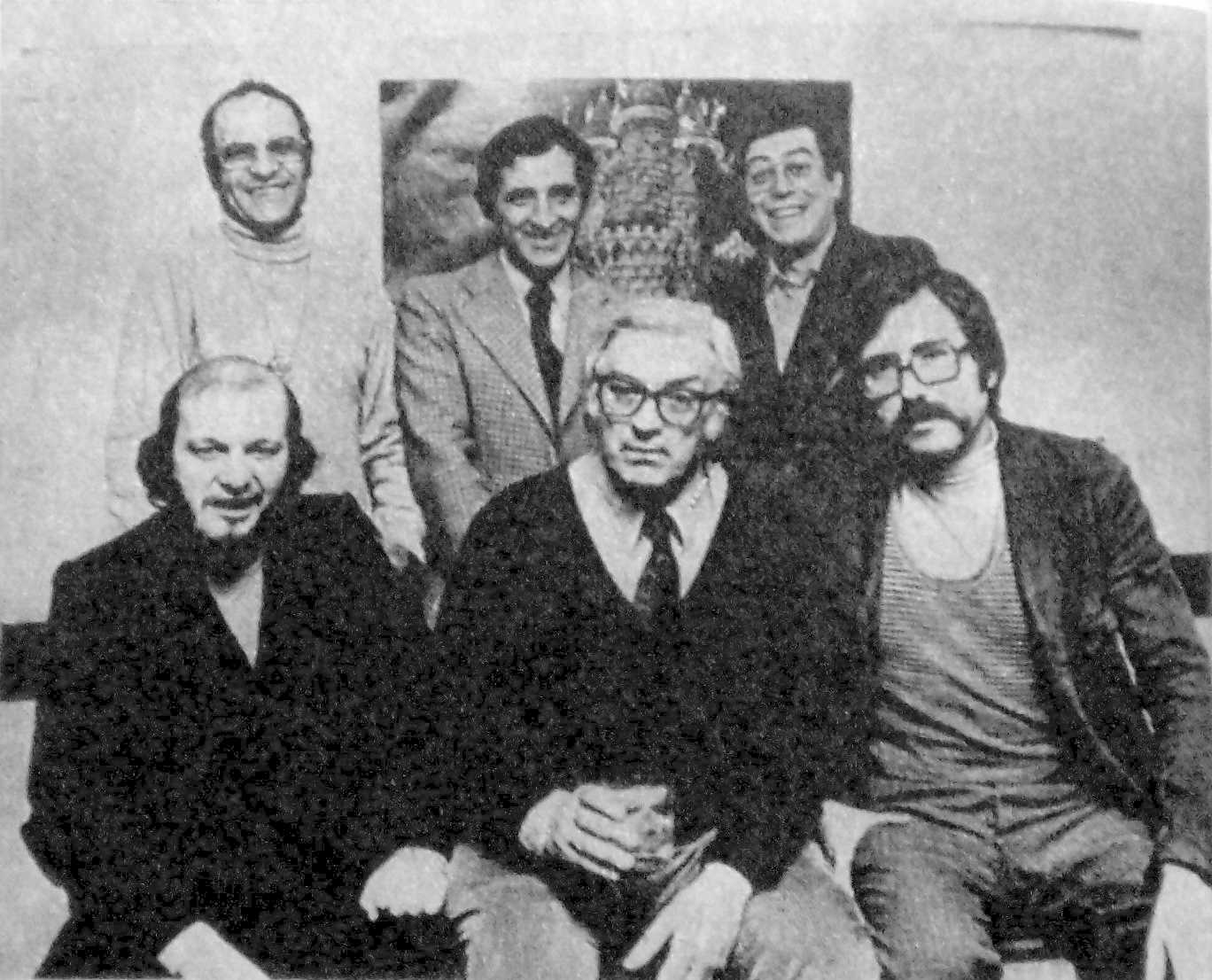
Six auteurs en 1979 : Quino, Carlos Garaycochea, Alberto Bróccoli, Mordillo, Oscar Conti et Lorenzo Amengual.

La bande dessinée argentine (Historieta argentina) possède une histoire ancienne et a fourni à l'Europe quelques-uns de ses plus grands dessinateurs.

## Histoire de la bande dessinée argentine

### Les origines
Les illustrations publiées en Argentine apparaissent dans les journaux satiriques qui commencent à proliférer à partir de l'adoption de la Constitution de 1853. Le succès de ces journaux est basé sur la publication de lithographies caricaturales, dessinées par des immigrants d'origine européenne. Afin de pouvoir déployer un discours critique qui ne pouvait souvent pas être exprimé en une seule image, très tôt la rhétorique a été développée sur plusieurs vignettes formant une unité séquentielle.

### La naissance de l'historieta argentine
Dès le début du XXe siècle de nombreuses revues d'actualité à tendance humoristique commencent à publier, en plus des traditionnelles caricatures politiques, des histoires ancrées dans le quotidien sous forme de vignettes avec une légende. Parallèlement, à cette même époque, les premiers comics américains sont traduits.
Très vite, les premières séries de bande dessinée effectuées en Argentine sont créées. Des dessinateurs remarquables commencent rapidement à explorer ce nouveau langage graphique avec une inventivité surprenante pour l'époque.

### La multiplication des publications
Durant les années 1920, toutes les revues d'actualité contiennent une rubrique de bande dessinée. Les séries d'histoires familiales sont à la mode depuis la publication de Bringin'Up Father de Mac Manus. La première revue infantile, Billiken, est distribuée dans toute l'Amérique hispanophone. Apparaissent les premiers dessinateurs professionnels dans des magazines tels que le supplément jeunesse du journal Crítica, alors considéré comme le plus grand tirage de toute l'Amérique latine, ou Tony, la première revue complètement consacrée à la bande dessinée.
Chaque journal possède son supplément dominical de bande dessinée. Des personnages qui continueront à être animés plusieurs dizaines d'années plus tard, comme l'indien Patoruzú, y sont créés. On diffuse également, à très large échelle, les comics américains distribués par les Syndicates. C'est dans cette atmosphère que naît la bande dessinée d'aventure.

### L'âge d'or de l'historieta argentine
Dès le début des années 1940, les magazines de bandes dessinées se multiplient et bénéficient souvent de grands tirages. La bande dessinée d'aventures évolue et en s'appuyant sur les comics américains, elle développe rapidement une thématique et un langage propre, en particulier avec l'apparition de l'hebdomadaire Patoruzito qui livre en plusieurs épisodes des histoires réalisées par des auteurs argentins et américains. Des genres proprement argentins comme la bande dessinée de gaucho, historieta gaucha (es) en espagnol, connaissent un certain succès (Lindor Covas (es) de Walter Ciocca).
Rapidement l'historieta argentine connaît son apogée de par la diversité de publications, et le volume de leur tirage. La bande dessinée d'aventure atteint son degré de maturité le plus élevé. Héctor Germán Oesterheld, un des auteurs les plus productif de l'époque, en collaboration avec Hugo Pratt (sur Ernie Pike), Francisco Solano López (sur El Eternauta) et surtout Alberto Breccia, développe des séries qui feront école dans la production nationale. La bande dessinée humoristique connaît un renouveau grâce entre autres aux dessinateurs Divito et Landrú.

### La crise et la dictature
Dès la première moitié des années 1960, l'industrie de l'historieta argentine connaît une crise importante; beaucoup de maison d'éditions sont censurées, de grands auteurs quittent le pays, produisent directement pour les maisons d'éditions européennes ou travaillent pour des agences de publicité.
Paradoxalement, l'historieta argentine commence à être prise au sérieux. Elle est étudiée comme phénomène social et artistique, on effectue de grandes expositions et on publie les premiers travaux académiques. Peu à peu s'entame une résurgence de l'humour satirique, en accord avec climat politique effervescent des années 1970. Vers le milieu de cette décennie apparaît toute une génération de dessinateurs nourris par les historietas des années 1950.
En 1976 débute la dictature, les auteurs jugés subversifs par le régime dictatorial sont menacés ou tués. Quino, menacé, est obligé de quitter le pays dès 1976. Héctor Oesterheld, qui vient de publier une bande dessinée biographique sur Che Guevara, est enlevé en 1977 et tué l'année suivante.
L'historieta est cependant un des moyens d'expression les moins contrôlés par l'état, les adultes commencent à la lire. De nouveaux modèles de narration se développent et la nouvelle génération de scénaristes, tels que Carlos Trillo ou Juan Sasturain, racontent des histoires distinctes.

### La renaissance et la nouvelle crise
Avec le retour de la démocratie en 1983, les discours graphiques et narratif se diversifient; la Urraca est la maison d'édition motrice de ce mouvement. Les revues indépendantes, les fanzines commencent à proliférer. Des jeunes auteurs, parfois adolescents, en général à travers la bande dessinée humoristique, renouvellent une grande partie du paysage artistique de l'historieta argentine.
Au début des années 1990, de nouveaux dessinateurs érudits apparaissent, mais malgré ce, la bande dessinée d'aventure semble s'essouffler : ses scénarios ont du mal à se renouveler. Peu à peu, les auteurs s'auto produisent, en général, la qualité artistique est élevée. Ces fanzines vont puiser leur influence dans le cinéma et la musique. D'autre part, la parodie prospère. Sans doute à cause de cette crise, de nombreuses anthologies et rééditions d'anciennes séries sont publiées; tandis qu'avec le phénomène de la mondialisation, le marché est envahi par la présence de comics de super-héros américains et les mangas japonais.

## Séries argentines
- Mafalda

## Historietistas argentins
Quelques grands noms :
- Alberto Breccia (1919-1993)
- Héctor Germán Oesterheld (1919-1978)

- Mordillo (1932-2019)
- Quino (1932-2020)
- Copi (1939-1987)

- José Muñoz (1942-)
- Juan Giménez (1943-2020)
- Carlos Sampayo (1943-)
- Carlos Trillo (1943-2011)
- Robin Wood (1944-2021)

- Carlos Meglia (1957-2008)
- Eduardo Risso (1959-)

- Miguel Repiso dit REP (1961)
- Maitena Burundarena (1962-)
- Jorge Lucas (1963-)
- Ariel Olivetti (1967-)
- Néstor Barron (1969-)

- Cristian Dzwonik (es) dit Nik (1971-)

- Mauro Lirussi (?)